# Sangen For Livet
Sangen for livet er et album udgivet af den danske gruppe Savage Rose i 1988 på pladeselskabet Nexø og Sonet. 
Sangene på albummet er indspillet i 1987 ("Mor Danmark dog i 1986) i Sweet Silence Studio i København. Sangen "Ryesgade" blev dog indspillet i Mox Studio. "Ryesgade" blev benyttet i dokumentarfilmen Bzat – ni dage på barrikaderne om besættelsen af Ryesgade 58. 

## Sange
- 1. I den unge morgen
- 2. Flyv min fugl
- 3. Ryesgade
- 4. Sangen for livet
- 5. Mor Danmark
- 6. Jeg venter på dig
- 7. Nattergalen fra Kosovo
- 8. 4. Maj
- 9. Afrika
- 10. Kun en lille tid endnu

## Medvirkende
- Thomas Koppel – Harmonika, fløjte
- Christian Sievert – Guitar
- John Ravn – Percussion, trommer
- Sinikka Langeland – Citar, guitar, sang
- Annisette Koppel – Sang

Tekst og musik på albummet var skrevet af Annisette og Thomas Koppel.
Albummet var produceret af Savage Rose. Medvirkende teknikere var Flemming Rasmussen, Frank Birch og John Heilbrunn (på "Ryesgade")